# Braunshorn
Braunshorn település Németországban, Rajna-vidék-Pfalz tartományban. Lakosainak száma 675 fő (2023. december 31.). Braunshorn Gödenroth és Beltheim községekkel határos.

## Népesség
A település népességének változása:
| Lakosok száma | 494  | 623  | 635  | 636  | 661  | 675  |
|               | 1975 | 2017 | 2019 | 2021 | 2022 | 2023 |